# Mount Darwin (Distrikt)
Der Mount Darwin (Rural) Distrikt ist einer von 10 Distrikten in der Provinz Mashonaland Central in Simbabwe. Er hat 240.728 Einwohner (2022).

## Geografie
Der Distrikt liegt im Norden von Mashonaland Central und hat eine Fläche von 4596 km². Der Distrikts ist in 40 Wards unterteilt. Die Höhe des Distrikts liegt bei etwa 1200 m über dem Meeresspiegel im Südwesten und fällt Richtung Nordwesten auf etwa 400 m ab.
Im Süden grenzt er an die Distrikte Shamva  und Bindura, im Südwesten an Mazowe, im Westen an Muzarabani und im Osten an Rushinga. Im Südosten grenzt er an Uzumba-Maramba-Pfungwe in der Provinz Mashonaland East und im Norden an den Distrikt Magoé in der Provinz Tete in Mosambik. Dabei bildet der Fluss Mazowe und seinem Nebenfluss Gwetera einen Teil der Südgrenze und der Metangua, der den Distrikt diagonal durchquert, einen Teil der Ostgrenze.
Der Distrikt verzeichnet einen jährlichen Niederschlag von 600 mm. Aufgrund des Klimawandels und der Klimavariabilität hat sich jedoch der Beginn der Regenzeit geändert und die Niederschlagsverteilung schlechtert sich, was zu einer geringen landwirtschaftlichen Produktivität führte.
Die meisten Teile des Distrikts wurden gemäß der Gefahrenkartierung des UNDP 2015 als mäßig dürregefährdet eingestuft. Der Distrikt ist jedoch anfällig für Trockenperioden in der Saisonmitte. Laut derselben Studie besteht im Bezirk keine Überschwemmungsgefahr, außer In den Wards 2, 3, 31 und 32 im Sambesital.

## Wirtschaft
Mount Darwin zählt zu den weniger entwickelten Gebieten in Simbabwe. Laut der Webseite des Distrikts leiden 16 % der Bevölkerung unter chronischer Nahrungsmittelknappheit und 81 % der Bevölkerung leben in Armut. Allerdings stellen andere Quellen die Situation besser dar, sodass nur gut 40 % der Haushalte in Armut leben, wodurch der Distrikt sich unter den ländlichen Distrikten eher im Mittelfeld bewegt.
Mount Darwin ist in zwei Teile geteilt, den südlichen Teil mit höheren Niederschlägen, und den nördlichen Teil im Sambesi-Tal. Armut ist in beiden Teilen groß, aber im Tal stärker ausgeprägt. Die Haupteinnahmequelle des Distrikts ist die Subsistenzlandwirtschaft, sowohl für Nahrungsmittel als auch für den Anbau von Cash Crops. Die Baumwollproduktion war einst sehr florierend, bis die internationalen Baumwollpreise fielen, was sich auch auf die lokalen Preise auswirkte. Einige Haushalte sind für ihren Lebensunterhalt immer noch auf Baumwolle angewiesen. Der südliche Teil des Distrikts bietet Potenzial für intensive Landwirtschaft.
Die durchschnittlichen Getreide-Erträge waren in der Vergangenheit sehr niedrig. Sie lagen in den meisten Wards durchschnittliche unter 0,5 Tonnen. Der Distrikt war nicht in der Lage, genug Getreide zu produzieren, um den gesamten Bedarf des Jahres zu decken. Der Zeitraum, in dem Gemeinden ihr selbst produziertes Getreide verbrauchen, variiert in den einzelnen Wards. Die Bauern der Wards 1 bis 8 und 31 bis 34, im Sambesi Tal, haben im Durchschnitt genug Getreide für drei Monate geerntet, die Wards 7 bis 10, 35 bis 36 im mittleren Teil für 5 Monate. In den südlicheren Wards, 20 bis 21 für 7 Monate, 25, 27 bis 30 für 10 Monate und 17, 18, 19, 22, 39 und 40 für 12 Monate.

## Infrastruktur

### Wasser
Es gibt eine Reihe von Dämmen im Distrikt. Die meisten von ihnen dienen der Bewässerung und der Wasserversorgung. Der Großteil erhält zwar während der Niederschlagreichen Zeit eine beträchtliche Menge Wasser, leidet aber unter Trockenperioden in der Mitte der Saison, was sich auf die Ernte auswirkt.
Bohrlöcher sind die einzige Quelle für sauberes Wasser. Es gibt 1049 davon in Mount Darwin. Aber deren Zahl ist nicht ausreichend. Daher sind Haushalte auf Flüsse und Staudämme angewiesen. Dies führt zu einem hohen Potenzial für die Verbreitung von durch Wasser übertragenen Krankheiten. Laut der Web-Präsenz des Distrikts haben 70 % der Menschen Zugang zu sicheren Latrinen. Einige NGOs haben in den letzten Jahren Gemeinden beim Bau von Blair-Toiletten (eine Art Plumpsklo) unterstützt, was die sanitären Verhältnisse im Bezirk bis zu einem gewissen Grad verbessert hat.

### Bildung
Mount Darwin hat 92 Grundschulen und 46 weiterführende Schulen. Diese sind entsprechend der Bevölkerungsverteilung gleichmäßig verteilt. Einige Schüler weiterführender Schulen müssen allerdings längere Strecken zu Fuß zurücklegen zur nächsten Schule. Nur 44 % der Schulen sind elektrifiziert.

### Gesundheit
Der Distrikt verfügt über 19 Gesundheitseinrichtungen, darunter zwei Krankenhäuser. Die Kliniken und Krankenhäuser sind gleichmäßig verteilt. Ein Krankenhaus ist im Besitz einer Kirche und gut ausgestattet mit Fachärzten, die zu günstigen Kosten zur Verfügung stehen.

### Landminen
Mount Darwin ist einer der Distrikte, die noch eine relativ große Zahl an Landminen aufweist.